# Rachid Taha (album)
Albums de Rachid Taha
Barbès
(1991) Olé Olé
(1995)
Rachid Taha est le deuxième album solo de l'artiste éponyme après la séparation du groupe Carte de Séjour paru en 1993. Il contient notamment le succès Voilà Voilà au texte engagé. La production est confiée au guitariste du groupe Gong, Steve Hillage et Justin Robertson. 

## Liste des titres
1. Yamess
2. Malika
3. Voilà Voilà
4. Hitiste
5. D'Abord D'Abord
6. Indie (Instrumental)
7. Hasard
8. Dinaha
9. Ya Rayah
10. Woulla
11. Menek
12. Laisse Moi
13. Yamess (Instrumental)
14. Voilà Voilà (Justin Robertson Vocal Edit)
15. Indie (Vocal Version/ 1+1+1...)

## Personnel
- Rachid Taha : Chant
- Amel Benhassine Miller, Pepsi DeMacque, Pinise Saul, Sonti Mndebele : Chœurs
- Steve Hillage : Guitares solo et rythmique, Claviers, Programmation de la batterie
- Jah Wobble : Basse
- Nabil Khalidi : Oud
- Geoff Richardson : Alto
- Helen Liebmann : Violoncelle
- Pete Davies : Piano
- Hossam Ramzy : Percussions
- Yves Aouzerate : Programmation

Personnel : https://www.discogs.com/fr/release/5740559-Rachid-Taha-Rachid-Taha